# Veiovis
Veiovis (Vediovis, Vedvis, Velius) – należał do najdawniejszych bóstw rzymskich, kojarzony był ze światem podziemnym.
Jako bóstwo chtoniczne łączono go z trzęsieniami ziemi i aktywnością wulkanów. Jego imię oznaczało dosłownie „nie-Jowisz”. Miał jedną świątynię na Kapitolu, drugą na Wyspie Tyberyjskiej (Insula Tiberina). Jego święto obchodzono 21 maja. W rzymskim kalendarzu poświęcono mu jeszcze dwa dni: 1 stycznia i 7 marca.
Był bogiem rodu Juliuszów. W późniejszych czasach utożsamiony został z Apollinem. Przedstawiano go wówczas jako młodzieńca z łukiem, strzałami i kozą.